# Иорданско-иракские отношения
Иорданско-иракские отношения — двусторонние дипломатические отношения между Иорданией и Ираком. Протяжённость государственной границы между странами составляет 179 км.

## История
Исторически в этих государствах у власти находились представители династии Хашимитов. В этот период времени отношения между странами находились на очень высоком уровне, что было вызвано родственными узами правителей. В 1958 году в Ираке произошла революция, первое «суверенное республиканское правительство» возглавил официальный лидер организации «Свободные офицеры» 44-летний бригадный генерал Абд аль-Карим Касим, а его заместителем стал руководитель националистического крыла «Свободных офицеров» 37-летний Абдель Салям Ареф. Военные власти обрушили репрессии против монархических элементов. В касимовских застенках были уничтожены множество сановников и сторонников Хашимитской монархии. В тюрьму брошены видные деятели монархического режима — начальник Королевской Военной Разведки генерал Ахмед Маре, генерал Вифик Ареф и другие. Это привело к тому, что Иордания разорвала отношения со своим восточным соседом.
В 1979 году Ирак проявил инициативу в восстановлении былых отношений с Иорданией когда к власти пришёл президент Саддам Хусейн, который искал союзников в странах арабского мира. Для иорданцев были важны экономические выгоды такого союза, поскольку Ирак мог оказать ей экономическую поддержку и осуществить поставку нефти, в чём остро нуждалось королевство. В 1980 году вооружённые силы Ирака вторглись в Иран, а король Иордании Хусейн ибн Талал немедленно поддержал Ирак в его войне против исламистского режима в Иране. Хашимитское королевство рассматривало Иран как потенциальную угрозу распространения исламистских идей среди населения арабских стран. На протяжении всей ирано-иракской войны Иордания поддерживала Ирак политически и экономически. Через иорданский порт Акаба были проложены сухопутные маршруты грузовых перевозок для снабжения вооружённые сил Ирака на протяжении восьми лет этой войны. В свою очередь, Иордания получала нефть из Ирака по ценам намного ниже рыночной стоимости.
В 1991 году во время вторжения Ирака в Кувейт, Иордания заняла нейтральную позицию, что вызвало серьёзное раздражение у другого её союзника Саудовской Аравии. В августе 1995 года Иордания предоставила политическое убежище двум иракским перебежчикам, что повлекло за собой ухудшение отношений с Ираком. Западные страны рассматривали изменение политики Иордании в отношении Ирака как часть своей политики дальнейшей изоляции Саддама Хусейна. Но в то же время Иордания не стала присоединяться к политике санкций против режима Саддама Хусейна и продолжила наращивать экономическое взаимодействие с этой страной. В 2003 году Саддам Хусейн был свергнут и Иордания потеряла значительные нефтяные субсидии из Ирака.
В 2011 году в Ираке началась гражданская война. Правительство Иордании оказывает политическую поддержку действующему руководству Ирака, а также размещает на своей территории беженцев из этой страны.